# سوق الربوع
سوق الربوع أو ربوع العجمة، ويشتهر باسم سوق أهل بارق. سوق تهامة الرئيسي كل أربعاء، أهم وأشهر أسواق تهامة على الإطلاق وأكثرها جمالا ورونقا، يعود تاريخه إلى ما قبل ألف عام، ويعتبر معلم سياحي وتراثي. يشتهر السوق ببيع المشغولات التراثية وتناول الطعام الشعبي. وكان لهذه السوق دورٌ في النواحي الاجتماعية والثقافية والاقتصادية، فمن خلالها يتجمَّع الناس لهدف البيع والشراء وتبادل الأخبار والثقافات كالشعر ونحوها. كما كان مركز بارق الإداري والاقتصادي، وكان على حافته مقر الدولة العثمانية. 

## تاريخة
يعد من أقدم الأسواق الشعبية في المملكة العربية السعودية حيث تذكر المصادر التاريخية الموجودة الآن أنه يعود إلى ما قبل القرن العاشر الميلادي أي أكثر من ألف عام، وقد ذكره ابن رفاعة الهاشمي المتوفي عام 400 هـ،  وما زال هذا السوق يقاوم الزمن حيث كان هذا السوق منطقة للتجمع القبائل العربية للشراء والبيع، وكان يحتوي على كل ما يتمناه الناس في ذلك الزمن، وعلى الرغم من مرور السنوات ما زال قائم يقاوم الأيام والسنين حيث لم يفقد إلا أشياء بسيطة بسبب أهمال الجهات المختصة.
تتوفَّر في السوق الأدوات والأغراض القديمة جداً والتي تكون ذات قيمة تاريخية أثرية. وتباع فيه أيضاً الأغنام والأبقار، كما تتوفَّر في السوق الخضروات بأنواعها والحبوب والأكلات الشعبية. وقد تجد هناك فيه كل نادر وغريب وما لا تجده في غيره من الأسواق. ويرتاده الناس لأنخفاض أسعار بضائعه. ويختص هذا السوق بافتتاح خاص يوم الأربعاء حيث يكثر فيه الباعة والمتسوقون. ويعتبر من معالم مدينة بارق. حيث كان في مكانهِ مسجداً تاريخياً يعرف بجامع العجمة، أندرس اثرهُ.
قال كورنواليس (1916 م): سوق العجمة قرية كبيرة، مؤلفة من حوالي 300 بيتاً من الحجر. وقد كانت سابقاً مقراً حكومي تركي. وهو أهم أسوق المنطقة في يوم الأربعاء. شيخ قرية العجمة: زاهر بن عامر أخو طلة وشيخ ربوع العجمة: محمد بن زاهر.

## التسمية
تسميته بسوق الربوع تنبع من إقامته كل صباح يوم الأربعاء من كل أسبوع. وَ عُرف بربوع العجمة نسبةً لقرية العجمة التي يقام بها السوق، وسُميت العجمة نسبتاً إلى الجبل الصخري الذي تقام أسفله. والعجمة كما أصَّلها اللغويون هي الصُّخور الصِّلاب.

## تاريخ السوق
يعد سوق الربوع امتدادًا حضريا لسوق حباشة الذي عرفته تهامة منذ الجاهلية إلى العصر العباسي، وامتدادًا إلى الزمن الراهن وهو محافظ على نكهته وتميزه وطقوس التجارة والبيع والشراء منذ ذلك الزمن البعيد حتى الزمن الراهن من دون ان تطرأ على وجوده متغيرات غير تلك الملحمية في البناء والوجوه.